# Quercus kinabaluensis
Quercus kinabaluensis är en bokväxtart som beskrevs av Engkik Soepadmo. Quercus kinabaluensis ingår i släktet ekar, och familjen bokväxter. Inga underarter finns listade.